# Чернілевський Станіслав Болеславович
Станіслав Болеславович Чернілевський (6 липня 1950, Жван, Мурованокуриловецький район, Вінницька область) — український поет, кінорежисер сценарист, педагог (серед його учнів — лауреат «Гран-прі» Каннського кінофестивалю Мирослав Слабошпицький), режисер кінодубляжів українською мовою. Заслужений діяч мистецтв України (2019).

## Життєпис
За етнічним походженням поляк. Народився у селянській родині. Дуже рано втратив батька, який був комбайнером. Вірші почав писати з четвертого класу.
Середню освіту здобував у Тульчинському та Мурованокуриловецькому інтернатах. Вступив на філологічний факультет Київського університету імені Тараса Шевченка, з якого на передостанньому курсі був відрахований за «український націоналізм».
Закінчив Вінницький педагогічний інститут (1973), працював учителем.
Після невдалої спроби вступити до театрального інституту, до якого, попри успішно складені іспити, не був зарахований через «політичну неблагодійність», працював монтувальником декорацій у Київському театрі російської драми імені Лесі Українки. Потім вступив на факультет кінорежисури Київського театрального інституту імені І. Карпенка-Карого, здобув фах кінорежисера.
Працював на Київській кіностудії художніх фільмів імені О. Довженка.
У 1984 р. за сприяння Миколи Вінграновського та Дмитра Павличка видає збірку поезій «Рушник землі». Дмитро Павличко у передмові до цієї книги писав: «Є такі серця, для котрих розлука з матір'ю — смертне страждання…». З його дитячих мук, з тужби за мамою, перших стражденних почувань народжувалися його вимогливі поняття людини і світу, емоційні хвилі душі, які проносилися через усе дитинство й молодість, щоб ударити нині гучним прибоєм поетичного слова.
Станіслав Чернілевський — один з ініціаторів і організаторів перепоховання Василя Стуса. Про акцію перепоховання він зняв епопею-кінотриптих «Просвітлої дороги свічка чорна». Унікальний документальний матеріал цієї кінострічки ліг в основу багатьох наукових праць і досліджень про Василя Стуса. Зініційована та проведена ним акція перепоховання національного звитяжця вилилася в одну з найбільших стихійних громадських демонстрацій на зорі Незалежності України.
Як режисер Чернілевський стояв біля витоків першої автентично-української кіностудії «Галичина-фільм». Як режисер дублювання якісно переозвучив понад 7 тис. фільмів, а створений ним відділ — понад 20 тис. фільмів, здійснивши цим мовний переворот на українському телебаченні. Саме з його легкої руки відбулася «українізація» майже всього світового кіноландшафту — від Фелліні, Бергмана, Антоніоні і Вісконті аж до Кустуріци і Ларса фон Трієра. 
Вночі з 18 на 19 лютого 2014 року на Майдані Незалежності був поранений в ході протистояння протестувальників.
Після реабілітації продовжив викладацьку діяльність у Київському національному університеті театру, кіно і телебачення імені І. К. Карпенка-Карого, викладає драматургію.
Син Станіслава Чернілевського Ілля — поет, музикант, сценарист, перекладач фільмів і автор адаптованих пісень для дублювання — з початком вторгнення РФ в Україну 2022 року вступив до ЗСУ добровольцем, загинув 7 травня 2022 року в бою з російськими окупантами.

## Премії
- Лауреат Літературна премія імені Василя Симоненка НСПУ (1987).
- Лауреат літературної премії імені А. Бортняка (2015)[4]